# Првенство Југославије у фудбалу 1936.
У сезони 1936. поново је враћен куп систем такмичења, а број клубова који су учествовали је повећан на до тада рекордних четрнаест. Шампион је по трећи пут узастопно постао БСК из Београда. Првенство је почело 7. јуна и завршено 2. августа 1936. године.

## Учесници првенства
- БСК, Београд
- Грађански, Ниш
- Грађански, Скопље
- ЖАК, Велика Кикинда
- ЖАК, Суботица
- Конкордија, Загреб
- Крајишник, Бања Лука
- Љубљана
- НАК, Нови Сад
- Раднички, Крагујевац
- Славија, Осијек
- Славија, Сарајево
- Хајдук, Сплит
- Црногорац, Цетиње

## Првенство

### Осмина финала
БСК 2-1, 4-1 Раднички
Љубљана 3-0, 3-0 Конкордија
Крајишник 3-0, 3-0 Хајдук
Славија С. 3-3, 2-1 Црногорац
Грађански С. 2-1, 4-0 Грађански Н.
НАК 4-0, 3-3 ЖАК В. К.
Славија О. 1-0, 4-0 ЖАК С.

### Четвртина финала
Љубљана 3-1, 4-1 Крајишник
Славија С. 1-2, 10-1 Грађански С.
НАК 4-0, 2-0 Славија О.
БСК (директно у полуфинале)

### Полуфинале
БСК 3-1, 3-1 Љубљана
Славија С. 1-1, 3-1 НАК

### Финале
БСК 1 — 1, 1 — 0 Славија С.

## Освајач лиге
| Првак Југославије у фудбалу 1935. |
| --------------------------------- |
| БСК                               |
| Четврта титула                    |